# Asian TV Cup
La Asian TV Cup è una competizione internazionale di Go veloce disputata a partire dal 1989 e fino al 2019.

## Torneo
Il torneo è disputato da sette giocatori, ovvero i campioni in carica e i finalisti delle tre maggiori competizioni di Go veloce del mondo:
- NHK Cup giapponese
- KBS Cup coreana
- CCTV Cup cinese

A cui si aggiunge il vincitore della precedente edizione.
Il torneo è organizzato con partite ad eliminazione diretta. Il campione in carica salta i quarti di finale ed è qualificato direttamente alla semifinale.

## Albo d'oro
| Edizione | Anno | Vincitore       | Finalista        |
| -------- | ---- | --------------- | ---------------- |
| 1        | 1989 | Masaki Takemiya | Satoru Kobayashi |
| 2        | 1990 | Masaki Takemiya | Lee Chang-ho     |
| 3        | 1991 | Masaki Takemiya | Cao Dayuan       |
| 4        | 1992 | Masaki Takemiya | Cho Hun-hyun     |
| 5        | 1993 | Norimoto Yoda   | Seo Bong-soo     |
| 6        | 1994 | Hideo Otake     | Qian Yuping      |
| 7        | 1995 | Lee Chang-ho    | Cho Hun-hyun     |
| 8        | 1996 | Lee Chang-ho    | Yoo Chang-hyuk   |
| 9        | 1997 | Yu Bin          | Ō Rissei         |
| 10       | 1998 | Norimoto Yoda   | Ma Xiaochun      |
| 11       | 1999 | Norimoto Yoda   | Lee Chang-ho     |
| 12       | 2000 | Cho Hun-hyun    | Lee Chang-ho     |
| 13       | 2001 | Cho Hun-hyun    | Mok Jin-seok     |
| 14       | 2002 | Lee Chang-ho    | Cho Hun-hyun     |
| 15       | 2003 | Zhou Heyang     | Tomoyasu Mimura  |
| 16       | 2004 | Yu Bin          | Song Tae-kon     |
| 17       | 2005 | Cho U           | Cho Han-seung    |
| 18       | 2006 | Wang Xi         | Lee Chang-ho     |
| 19       | 2007 | Lee Se-dol      | Chen Yaoye       |
| 20       | 2008 | Lee Se-dol      | Cho Han-seung    |
| 21       | 2009 | Kong Jie        | Lee Se-dol       |
| 22       | 2010 | Kong Jie        | Satoshi Yuki     |
| 23       | 2011 | Kong Jie        | Paek Hong-suk    |
| 24       | 2012 | Paek Hongsuk    | Kong Jie         |
| 25       | 2013 | Yūta Iyama      | Park Jung-hwan   |
| 26       | 2014 | Lee Se-dol      | Rin Kono         |
| 27       | 2015 | Lee Se-dol      | Park Jung-hwan   |
| 28       | 2016 | Li Qincheng     | Shin Jin-seo     |
| 29       | 2017 | Na Hyun         | Shin Jin-seo     |
| 30       | 2018 | Kim Ji-seok     | Na Hyun          |
| 31       | 2019 | Shin Jin-seo    | Ding Hao         |